# Sosnová (Opavai járás)
Sosnová település Csehországban, Opavai járásban. Sosnová Lichnov, Brumovice, Velké Heraltice, Horní Benešov és Horní Životice településekkel határos. Lakosainak száma 401 fő (2024. január 1.).

## Népesség
A település lakosságának változását az alábbi diagram mutatja:
| Lakosok száma | 1005 | 1013 | 814  | 425  | 455  | 419  | 401  | 404  | 398  | 401  |
|               | 1869 | 1890 | 1921 | 1950 | 1980 | 2001 | 2017 | 2019 | 2022 | 2024 |